# لجنة وزراء مجلس أوروبا
لجنة وزراء مجلس أوروبا (لغة فرنسية: Comité des ministres du Conseil de l'Europe) أو الشائع لجنة الوزراء (لغة فرنسية: Comité des ministres) هي هيئة مجلس أوروبا لصنع القرار. وتضم وزراء خارجية كل الدول الأعضاء، أو الممثلين الدبلوماسيين الدائمين في ستراسبورغ. وهي هيئة وطنية يمكن أن تناقش فيها المشاكل التي تواجه المجتمع الأوروبي على قدم المساواة، وفي نفس الوقت محفل جماعي، حيث يصاغ فيها ردود أوروبا الواسعة لهذه التحديات. وبالتعاون مع الجمعية البرلمانية فهي الوصية على قيم مجلس أوروبا الأساسية، وتراقب امتثال الدول الأعضاء لتعهداتها.

## معرض صور

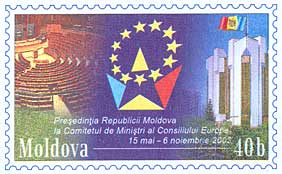
رئاسة مولودوفا. 15 مايو- 6 نوفمبر 2003